# بازی‌های جهانی آتش‌نشانان
بازی‌های جهانی آتش نشانان (انگلیسی: World Firefighters Games) یک رقابت ورزشی بین المللی است که در آن آتش نشانان تمام وقت، نیمه وقت و آتش نشانان داوطلب و آتش نشانان بیشه ها، نیروهای خدماتی آتش نشانی هوانوردی ها، کارکنان خدمات اضطراری نظامی و افراد بی واسطه (فامیل درجه یک) خانواده آن ها از سراسر جهان در رشته های ورزشی مختلف به صورت المپیکی (رقابت چندورزشی) هر دو سال یک بار شرکت می کنند.